# Camerlata

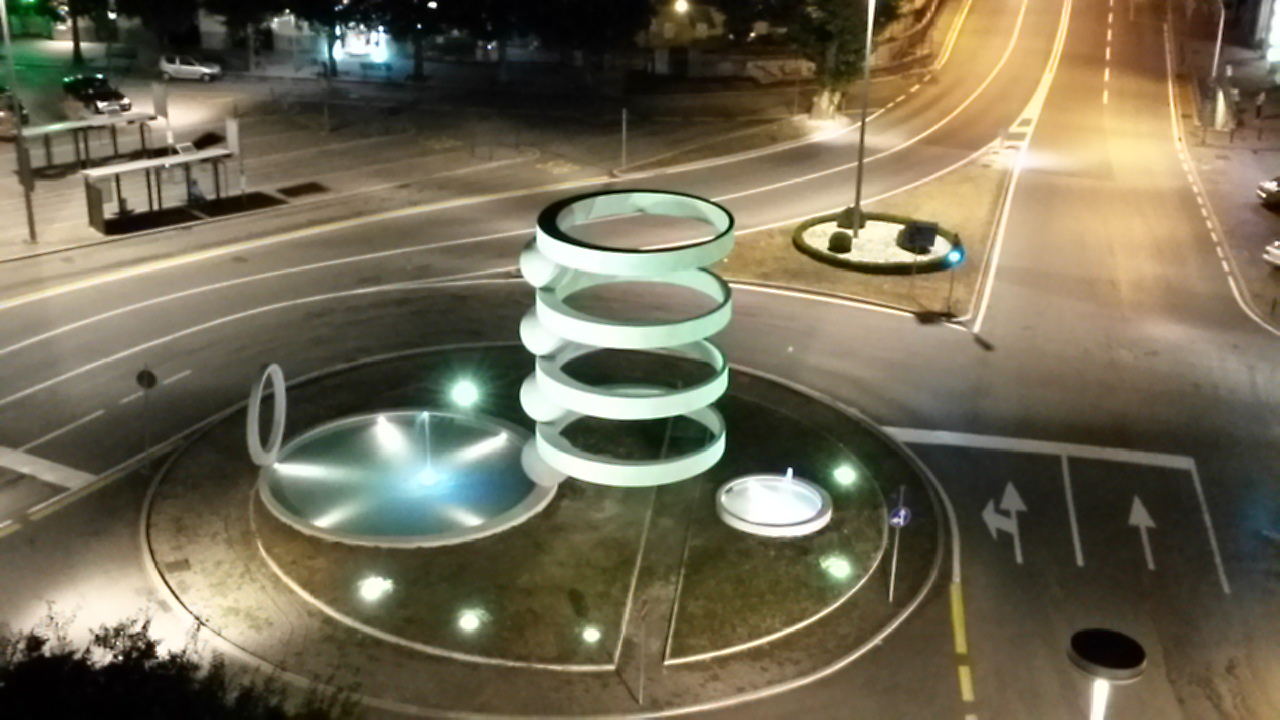
Fontana di Camerlata, Como

Camerlata (lombardisch Camerlada [kamerˈla:da]) ist ein Stadtteil der norditalienischen Stadt Como.

## Geschichte
Der Ort Camerlata gehörte historisch zu den Corpi Santi von Como, also zur Großgemeinde, die die Vororte der Stadt umfasste. Mit der Auflösung der Gemeinde Corpi Santi (1817) wurde Camerlata eine selbstständige Gemeinde in der Provinz Como.
An der Gründung des Königreichs Italien (1861) zählte Camerlata 2286 Einwohner. 1885 wurde die Gemeinde in die Stadt Como eingemeindet.